# Петров Андрій Анатолійович
Петров Андрій Анатолійович (19 червня 1958 — 15 травня 2024) — український спортсмен (кінний спорт), тренер і функціонер.
Народився в Києві 19.06.1958 р. у сім'ї вчителів, закінчив Київський інститут фізкультури (спортивний факультет), де отримав диплом тренера-викладача.
З 1979 по 1981 — служба в армії.
Виступав у конкурі, був неодноразовим призером Чемпіонатів та Кубків України, чемпіоном Республіканської Ради ДСЗГ «Колос», Спартакіади України та СРСР.
З 1983 року перестав виступати у змаганнях через отриману тяжку травму.
Увійшов у республіканську раду спортивного товариства «Колос», згодом посів посаду головного тренера з кінного спорту у ФСТ «Україна», пізніше — став директором кінно-спортивного клубу «Фаворит». 
З 2002 до 2012 року працював у Міністерстві молоді та спорту України головним тренером Української збірної з кінного спорту, потім — на посаді Державного тренера. 
З 2013 року — начальник кінно-спортивної бази ЦСК Збройних сил України, а з 2014 — Радник Міністра Міністерства молоді та спорту України та старший тренер штатної команди Національної збірної команди України з кінного спорту.
Як тренер підготував багато спортсменів, які захищали честь держави на змаганнях найвищого рівня, зокрема, на Олімпійських іграх.
Помер 15 травня 2024 року.

## Сім'я
Син — Микола Андрійович Петров, теж займається кінним спортом.